# Jean Baptiste de Secondat
Jean-Baptiste de Secondat de Montesquieu barón de La Brède ( 12 de febrero de 1716 - 17 de junio de 1796 ) fue un naturalista botánico, y agrónomo francés. Fueron sus padres Charles de Secondat de Montesquieu, barón de La Brède (1689-1755)Jeanne Catherine de Lartigue (1689-1770).

## Algunas publicaciones

### Libros
- 1835. Consideraciones sobre las causas de la grandeza y decadencia de los romanos. Ed. Impr. de Miguel Puigrubí. 385 pp. En línea

- 1882. Montesquieua Acentsacentsa A-Acentsa Acentss Considerations on the Causes of the Grandeur and Decadence of the Romans. Reimprimió Kessinger Publ. 2010. 530 pp. ISBN 1-166-54424-9

- 1992. Great books of the Western World: the spirit of laws / Charles de Secondat baron de Montesquieu. On the origin of inequality. On political economy. The social contract / Jean Jacques Rousseau. Volumen 35. Ed. Encyclopaedia Britannica. 439 pp. ISBN 0-85229-531-6

## Honores

### Epónimos
- (Fagaceae) Quercus secondatii Steud.[2]

- La abreviatura «Secondat» se emplea para indicar a Jean Baptiste de Secondat como autoridad en la descripción y clasificación científica de los vegetales.[3]